# سیارک ۶۵۷۳
سیارک ۶۵۷۳ (به انگلیسی: 6573 Magnitskij، نامگذاری:1974SK1) شش هزار و پانصد و هفتاد و سومین سیارک کشف شده‌است که در ۱۹ سپتامبر ۱۹۷۴ کشف شد.
قدر مطلق سیارک برابر ۱۳٫۳۰ است.